# 豊島岡教会

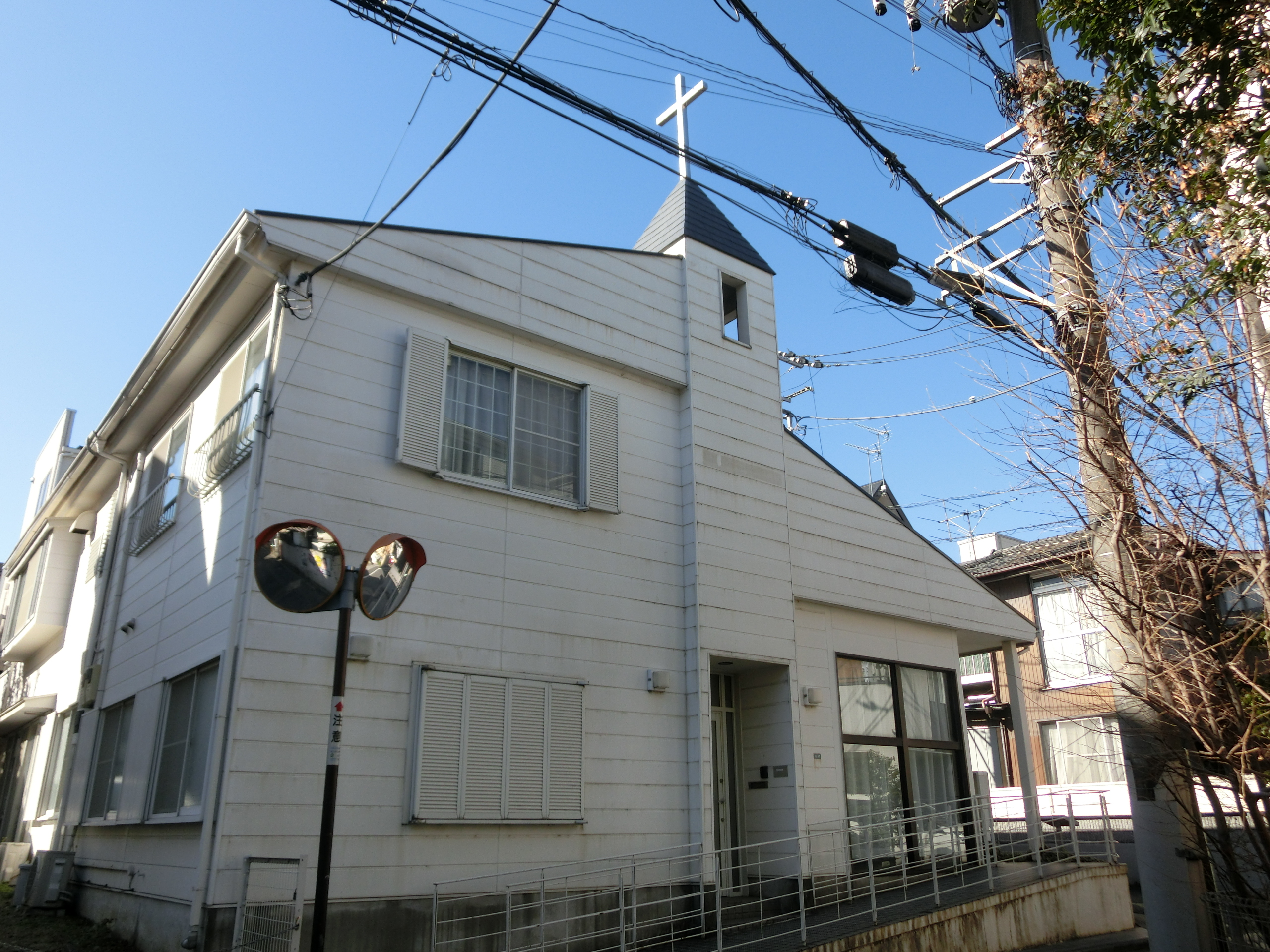
日本基督教団豊島岡教会

豊島岡教会（としまがおかきょうかい）は、長老派系の日本基督教団の教会である。

## 歴史
1877年、植村正久が東京府練塀町（翌年下谷区に属す。現在の千代田区神田練塀町）の植村宅で開拓伝道を始めた。1879年1月に17名の会員により日本基督一致下谷教会が設立された。1880年に植村正久が牧師の准允を受けて牧師になる。
1881年下谷区御徒町三丁目（現：台東区東上野）に会堂を建設した。
1905年9月、ポーツマス条約に反対する暴徒に襲撃され（日比谷焼打事件）、会堂は焼失する。その後、下谷西町（現：台東区東上野）、本郷区向ヶ丘弥生町（現：文京区弥生）、本郷元町（現：文京区本郷）と三度移転する。
1913年に小石川区大塚坂下町（現：文京区大塚）に会堂と牧師館を建設し、豊島岡教会と改称する。
1941年に日本基督教団設立に参加する。1947年に巣鴨教会と合併して、大塚教会と称したが、1950年に巣鴨教会の再建と共に教会を分離し、豊島岡教会になる。

## 主な会員
- 宮部文臣
- 高木信吉
- 木村熊二
- 巌本善治
- 若松賤子

## 歴代牧師
- 植村正久
- 木村熊二
- 星野光多
- 永井直治
- 森岡謹吾
- 青芳勝久
- 西川哲治
- 東海林勤
- 今駒泰成
- 金纓
- 高橋克樹
- 濱田美也子